# Annalen des K. K. Naturhistorischen Hofmuseums
Annalen des K. K. Naturhistorischen Hofmuseums (abreviado Ann. K. K. Naturhist. Hofmus.) es una revista ilustrada con descripciones botánicas que fue editada en Austria. Se publicaros los números 1 al 31 en los años 1886-1917. Fue  reemplazada en 1918 por Annalen des Naturhistorischen Hofmuseums.